# Janvier 1761
Cette page présente les faits marquants du mois de janvier 1761.

## Événements
- 4 janvier : départ de Copenhague d’une expédition danoise en Arabie (1761-1767), relatée par Carsten Niebuhr[1].

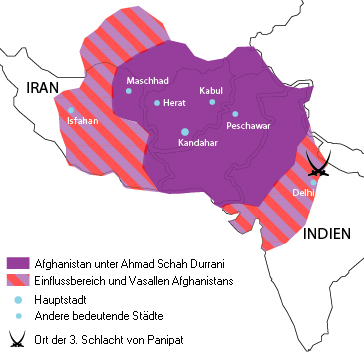
L'Empire Durrani après la troisième bataille de Pânipat

- 14 janvier : les Marathes sont écrasés à Pânipat, près de Delhi par les Afghans de Timour Shâh[2].
- 16 janvier[2] : les Français (Lally-Tollendal), après le désastre de Vandavashy, capitulent à Pondichéry, puis perdent toutes leurs possessions dans le Sud de l’Inde au profit des Britanniques. Le dernier comptoir de la Compagnie française, Mahé, tombe le 10 février[3].